# Lausanne Football and Cricket Club
Le Lausanne Football and Cricket Club est un ancien club suisse de football et de cricket.  
Le club est fondé en 1860 par des étudiants anglais de la région de Lausanne.  
Membre fondateur de l'Association suisse de football, le Lausanne FC&CC participe au premier Championnat de Suisse de football 1897-1898 ainsi qu'à celui de la saison suivante. 